# 馬德隆常數

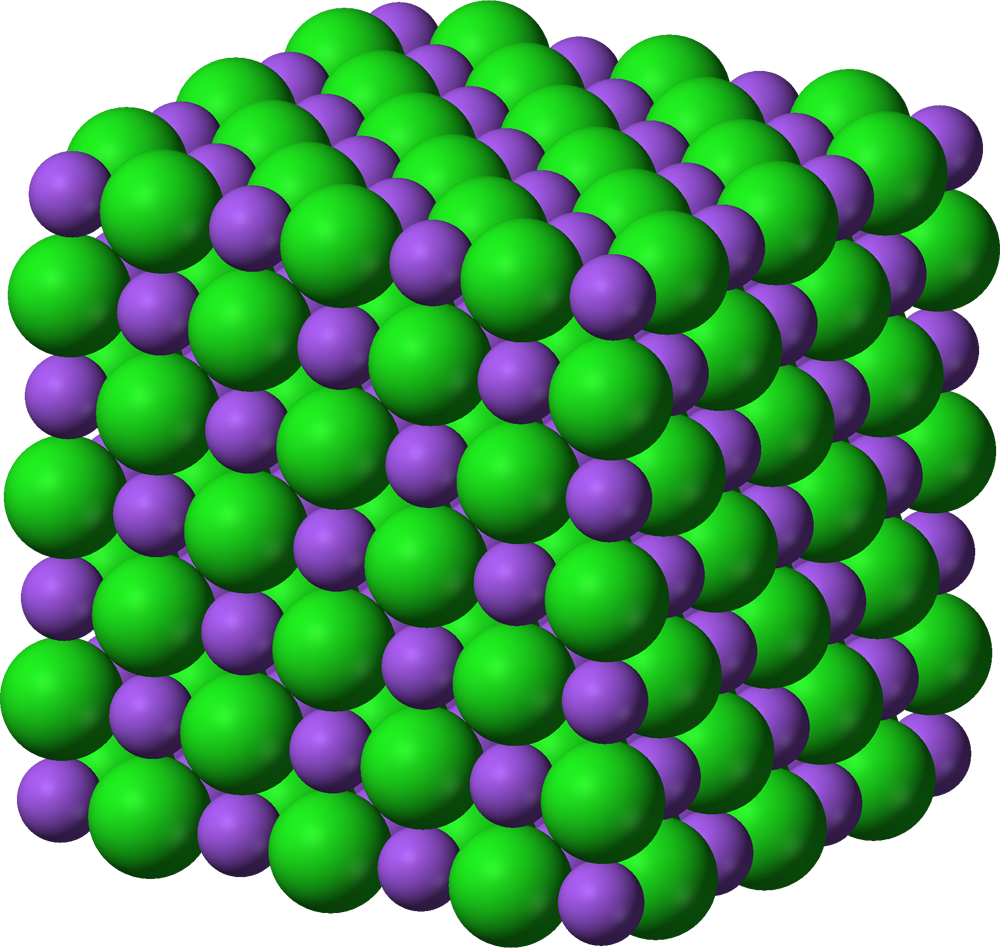
NaCl的結構

在一個晶體內，其中一個離子的總電勢能，可表示為它與距離最近的另一個離子的電勢能的{\displaystyle M}倍，{\displaystyle E=ME_{0}}，其中{\displaystyle E_{0}}為兩個離子的系統的電勢能，{\displaystyle E_{0}=-{\frac {z^{2}e^{2}}{4\pi \epsilon _{o}r_{0}}}}。{\displaystyle M}稱為馬德隆常數（Madelung constant），其值與晶體結構有關。
在固體離子化合物內，正離子和負離子互相吸引，將離子分開需要能量。
| 晶體                      | 結構     | 配位 | M     |
| ------------------------- | -------- | ---- | ----- |
| CsCl                      | 簡單立方 | 8:8  | 1.763 |
| NaCl                      | 面心立方 | 6:6  | 1.748 |
| 纖鋅礦 (ZnS, Wurtzite)    |          | 4:4  | 1.641 |
| 閃鋅礦 (ZnS, Zinc blende) |          | 4:4  | 1.638 |
| 螢石 (CaF2, Florite)      |          | 8:4  | 2.520 |
| 金紅石 (TiO2, Rutile)     |          | 6:3  | 2.408 |

## 計算
對於面心立方結構（如NaCl），M的值看來可用下面的級數計算：
{\displaystyle M=\sum _{i,j,k=-\infty }^{\infty }\prime {{(-1)^{i+j+k}} \over {(i^{2}+j^{2}+k^{2})^{1/2}}}} (1),
撇號表示{\displaystyle i=j=k=0}的一項不在計算範圍。此級數為條件收斂，故求和順序需特別注明。常見的求和順序有兩種：
以類球形的晶體來逼近：
{\displaystyle \lim _{N\to \infty }\sum _{i^{2}+j^{2}+k^{2}<N}\prime {{(-1)^{i+j+k}} \over {(i^{2}+j^{2}+k^{2})^{1/2}}}}, (2)
以立方形的晶體來逼近：
{\displaystyle \lim _{n\to \infty }\sum _{-n<i,j,k<n}\prime {{(-1)^{i+j+k}} \over {(i^{2}+j^{2}+k^{2})^{1/2}}}}, (3)
然而(2)的求和順序是發散的，(3)才能給出正確的結果。